# Mevlutlu, Salihli
Mevlutlu là một xã thuộc huyện Salihli, tỉnh Manisa, Thổ Nhĩ Kỳ. Dân số thời điểm năm 2011 là 781 người.